# Érythrodermie

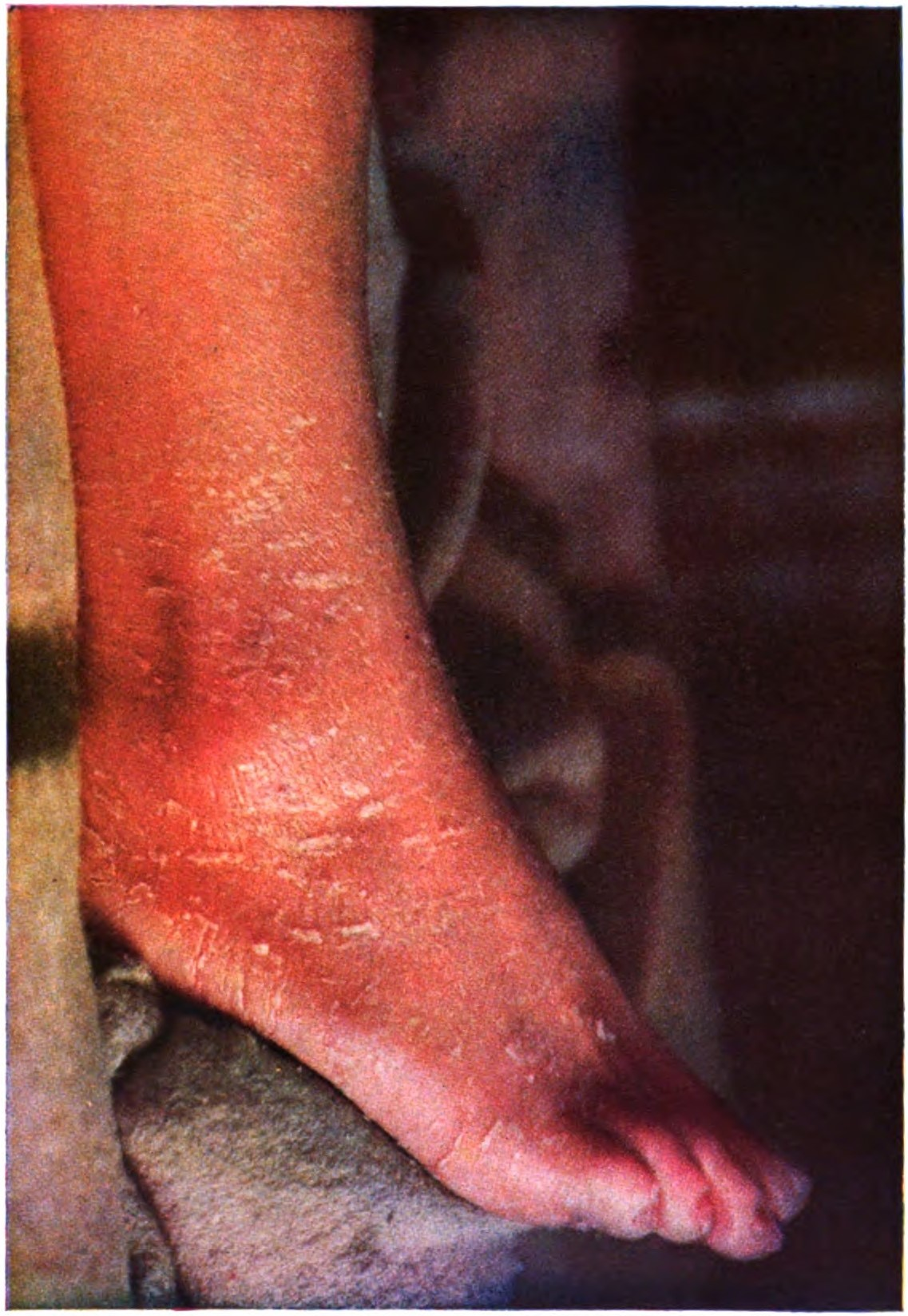
Erythrodermie médicamenteuse (toxidermie).

L'érythrodermie (du grec ἐρυθρός (eruthros), « rouge ») se définit par un érythème généralisé associé à une desquamation constante et d’évolution prolongée. 
C'est un symptôme dont les 4 principales causes sont :
- eczéma atopique ;
- psoriasis ;
- lymphome cutané T épidermotrope (Syndrome de Sézary) ;
- médicamenteuse : toxidermie (DRESS).

## Sources
- Érythrodermie. Annales de Dermatologie et de Vénéréologie. Volume 132, no SUP10, octobre 2005. Elsevier Masson SAS. Article gratuit lire en ligne